# Азра (ТВ серија)
Азра (тур. Elimi Bırakma) је турска љубавно-драмска телевизијска серија чији је продуцент Суреја Јашар Онал и сценаристи Нилуфер Ајдин, Волкан Јазики и Серап Гузел. Емитовала се од 22. јула 2018. до 24. децембра 2019. године на TRT 1.

## Радња
Азра је вођена мотом да је човеково највеће благо на свету имати дом и породицу којој се можеш вратити, а пред очима гледалаца подастире неизмерну важност породичних веза. Азра у Сједињеним Америчким Државама студира са жељом да постане куварица, а у Турску се враћа за очев рођендан. Кад јој се по повратку у једној ноћи сруши цели свет, отискује се у непознато с млађим братом Мертом. Џенк је наследник Групе Челен, а с вешћу да је избачен с факултета који је похађао у Сједињеним Америчким Државама враћа се кући и шокира своју породицу.